# Idaea punctigera
Idaea punctigera là một loài bướm đêm trong họ Geometridae.